# مدل میدان فاز
مدل میدان فاز یک مدل ریاضی برای حل مسائل سطحی است. این روش عمدتاً در دینامیک انجماد به کار میرود.  در سایر موارد مانند بی ثباتی Saffman – Taylor ،  مکانیک شکستگی ،     تردی هیدروژنی ،  و پویایی وزیکول نیز کاربرد دارد. 
این روش برای تکامل یک میدان کمکی (میدان فاز) که نقش یک پارامتر ترتیبی را دارد، با یک معادله دیفرانسیل جزئی شرایط مرزی را در رابط جایگزین می کند. این میدان فازی در هر یک از مراحل دو مقدار متمایز، (به عنوان مثال 1+ و − 1) با تغییر بین هر دو مقدار در ناحیه اطراف رابط را می گیرد، و سپس با عرض محدود منتشر می کند. یک مکان گسسته از رابط ممکن است به عنوان مجموعه ای از تمام نقاطی باشد که میدان فاز مقدار مشخصی می گیرد (به عنوان مثال 0).
مدل میدان فاز معمولاً به گونه ای ساخته می شود که در حد عرض رابط کوچک (اصطلاحاً حد محدود رابط ) پویایی سطحی، صحیح بازیابی شود. این روش اجازه می دهد تا با ادغام مجموعه ای از معادلات دیفرانسیل جزئی برای کل سیستم ، مسئله را حل کند. بنابراین از رفتار واضح شرایط مرزی در رابط جلوگیری می کند.
مدلهای میدان فاز برای اولین بار توسط Fix  و Langer  معرفی و در انجماد و سایر حوزه ها با سهم فزاینده ای به کار گرفته شدند.

## معادلات مدل میدان فاز
مدلهای میدان فاز معمولاً به منظور تولید یک پویایی سطحی داده شده، ساخته می شوند. به عنوان مثال، در مسائل انجماد، پویایی رو به رو شده، عمدتاً با یک معادله نفوذ برای غلظت یا دما و برخی از شرایط مرزی در رابط (یک شرایط تعادل محدود به آن محل و یک قانون پایستگی) ،  که مدل محدود رابط را تشکیل می دهد، داده می شود.

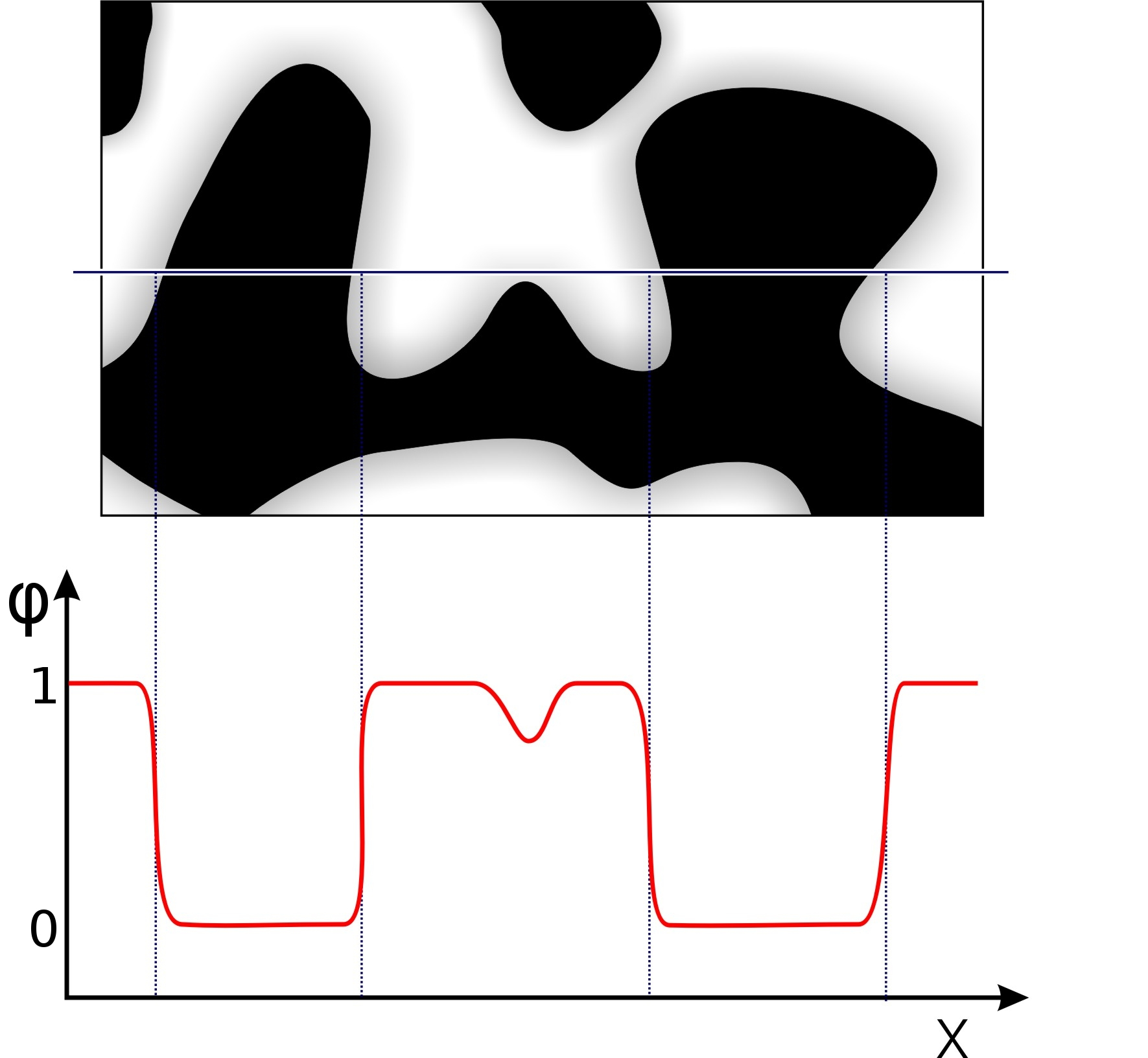
ریزساختار دو فاز و پارامتر خواسته شده ی در یک خط در سراسر دامنه نشان داده می شود. تغییر تدریجی پارامتر خواسته شده از یک مرحله به مرحله دیگر ماهیت پراکنده رابط را نشان می دهد.

تعدادی از فرمول بندی های مدل میدان فاز، بر اساس پارامتر نظم (میدان فاز) و یک میدان انتشار (فرمول های متغیر) به صورت تابع انرژی آزاد ترمودینامیکی ارائه شده اند. سپس معادلات مدل با استفاده از روابط کلی فیزیک آماری بدست می آید. چنین تابعی با توجه به ملاحظات فیزیکی ساخته شده است، اما شامل یک پارامتر یا ترکیبی از پارامترهای مربوط به عرض رابط است. پارامترهای مدل با مطالعه حد مدل با این فرض که عرض به صفر میل میکند، انتخاب می شوند. به این ترتیب می توان این حد را با حد محدود رابط مدل مورد نظر شناسایی کرد.
سایر فرمول بندی ها با نوشتن مستقیم معادلات میدان فاز ، بدون مراجعه به هرگونه عملکرد ترمودینامیکی (فرمول های ثابت) شروع می شوند. در این حالت تنها مرجع مدل حد محدود رابط است. به این معنا که باید هنگام انجام محدودیت عرض کوچک، رابط مدل میدان فاز بازیابی شود.
معادلات میدان فاز در اصل وقتی پهنای رابط کم است در مقایسه با کوچکترین مقیاس طول مسئله، پویایی سطحی را تولید می کنند. در انجماد این مقیاس طول مویرگ {\displaystyle d_{o}} است، که یک مقیاس میکروسکوپی است. از نظر محاسباتی ادغام معادلات دیفرانسیل جزئی با حل چنین مقیاس کوچکی ممنوع است. با این حال ، کارما و راپل محدودیت نازک رابطرا ارائه دادند ، که باعث تعادل این شرایط می شود و راه را برای شبیه سازی های عملی کمی با مدل های میدان فاز هموار کرده است. با افزایش قدرت رایانه ها و پیشرفت نظری در مدل سازی میدان فاز ، مدل های میدان فاز به ابزاری مفید برای شبیه سازی عددی مسائل سطحی تبدیل شده اند.

### فرمول بندی های متغیر
اگر میدان فاز یک بیان صریح برای انرژی آزاد سیستم داشته باشد ،با استدلال های فیزیکی میتوان مدل ساخت. یک مثال ساده برای مسائل جامد سازی در زیر آمده است:
{\displaystyle F[e,\varphi ]=\int d{\mathbf {r} }\left[K|{\mathbf {\nabla } }\varphi |^{2}+h_{0}f(\varphi )+e_{0}u(\varphi )^{2}\right]}
که در آن {\displaystyle \varphi } میدان فاز است ، {\displaystyle u(\varphi )=e/e_{0}+h(\varphi )/2} ، {\displaystyle e} آنتالپی محلی در واحد حجم است ، {\displaystyle h} یک عملکرد چند جمله ای خاص از {\displaystyle \varphi } است، و {\displaystyle e_{0}={L^{2}}/{T_{M}c_{p}}} (جایی که {\displaystyle L} گرمای نهان ، {\displaystyle T_{M}} دمای ذوب ، و {\displaystyle c_{p}} گرمای خاص است). اصطلاح {\displaystyle \nabla \varphi } مربوط به انرژی سطحی است. کارکرد {\displaystyle f(\varphi )} معمولاً به عنوان یک چاه پتانسیل دوگانه توصیف می شود که چگالی انرژی آزاد قسمت عمده هر فاز را نشان می دهد و خود مربوط به دو حداقل تابع {\displaystyle f(\varphi )}است. ثابت های {\displaystyle K} و {\displaystyle h_{0}} به ترتیب دارای ابعاد انرژی در واحد طول و انرژی در واحد حجم هستند. سپس عرض رابط توسط {\displaystyle W={\sqrt {K/h_{0}}}} محاسبه میشود. مدل میدان فاز را می توان از روابط متغیر زیر بدست آورد: 
{\displaystyle \partial _{t}\varphi =-{\frac {1}{\tau }}\left({\frac {\delta F}{\delta \varphi }}\right)+\eta ({\mathbf {r} },t)}
{\displaystyle \partial _{t}e=De_{0}\nabla ^{2}\left({\frac {\delta F}{\delta e}}\right)-{\mathbf {\nabla } }\cdot {\mathbf {q} }_{e}(\mathbf {r} ,t).}
که در آن D ضریب انتشار برای متغیر {\displaystyle e} و {\displaystyle \eta } و {\displaystyle \mathbf {q} _{e}} اصطلاحات تصادفی برای نوسانات حرارتی حساب می شوند (و خصوصیات آماری آنها را می توان از قضیه افت‌وخیز-هدررفت بدست آورد). معادله اول معادله ای برای تکامل میدان فاز می دهد، در حالی که معادله دوم معادله نفوذی است که معمولاً برای دما یا غلظت (در مورد آلیاژها) بازنویسی می شود. معادلات با مقیاس گذاری فضای {\displaystyle l} و زمان {\displaystyle l^{2}/D} :
{\displaystyle \alpha \varepsilon ^{2}\partial _{t}\varphi =\varepsilon ^{2}\nabla ^{2}\varphi -f'(\varphi )-{\frac {e_{0}}{h_{0}}}h'(\varphi )u+{\tilde {\eta }}({\mathbf {r} },t)}
{\displaystyle \partial _{t}u=\nabla ^{2}u+{\frac {1}{2}}h'(\varphi )\partial _{t}\varphi -\mathbf {\nabla } \cdot \mathbf {q} _{u}(\mathbf {r} ,t)}
که در آن {\displaystyle \varepsilon =W/l} عرض رابط بدون بعد است ، {\displaystyle \alpha ={D\tau }/{W^{2}h_{0}}} ، و {\displaystyle {\tilde {\eta }}({\mathbf {r} },t)} ، {\displaystyle \mathbf {q} _{u}(\mathbf {r} ,t)} بدون بعد هستند.

### توابع انرژی-چگالی جایگزین
انتخاب عملکرد انرژی آزاد {\displaystyle f(\varphi )} ، می تواند تأثیر قابل توجهی در رفتار فیزیکی رابط داشته باشد و باید با دقت انتخاب شود. عملکرد چاه دوگانه تقریب معادلات واندروالس در حالت نزدیک به نقطه بحرانی را نشان می دهد و از نظر تاریخی برای سادگی اجرای آن زمانی که مدل میدان فاز فقط برای اهداف ردیابی رابط استفاده می شود، به کار گرفته شده است. اما این امر منجر به پدیده انقباض خودبخودی قطره به صورت مکرر شده است. به موجب آن قابلیت بالای اختلاط فاز که توسط یک معادله حالت نزدیک به نقطه بحرانی پیش بینی شده است، امکان نفوذ قابل توجه مراحل را فراهم می کند و در نهایت می تواند منجر به ناپدید شدن کامل قطره ای شود که شعاع آن زیر برخی از مقادیر بحرانی است.به حداقل رساندن اتلاف پیوسته ی مشاهده شده در حین یک شبیه سازی نیاز به محدودیت در پارامتر تحرک دارد. در نتیجه، تعادل کم بین لکه های سطحی ناشی از همرفت، بازسازی سطحی به دلیل کمترین میزان انرژی آزاد (به عنوان مثال انتشار مبتنی بر تحرک) و نفوذ فاز، به تحرک بستگی دارند. یک بررسی اخیر از توابع چگالی انرژی جایگزین برای برنامه های ردیابی رابط ، فرم اصلاح شده ای از عملکرد دو مانع را ارائه داده است که از پدیده کوچک شدن خود به خود و محدودیت های تحرک جلوگیری می کند  ،این روش با نتایج مقایسه ای برای تعدادی از شبیه سازی های معیار با استفاده از عملکرد چاه دوگانه و حد محدود رابط در روش حجم مایعات. 
اجرای پیشنهادی دارای پیچیدگی محاسباتی است که فقط کمی بیشتر از عملکرد چاه دوگانه است و ممکن است برای برنامه های ردیابی رابط مدل میدان فاز که در آن مدت زمان / ماهیت پدیده های شبیه سازی شده نگرانی های پیوستگی فاز را ایجاد می کند، مفید باشد.( قطرات کوچک، شبیه سازی های گسترده ، چندین رابط و غیره ). 

### حد محدود رابط در معادلات میدان فاز
یک مدل میدان فاز می تواند ساخته شود تا به طور هدفمند یک پویایی سطحی داده شده را همانطور که توسط یک مدل حد محدود رابط نشان داده شده است،تولید کند. در چنین حالتی باید حد محدود رابط (یعنی محدوده ای که عرض رابط به صفر می رسد) مجموعه معادلات پیشنهادی میدان فاز اجرا شود.این حد معمولاً با گسترش تقریبی قسمتهای مدل از نظر پهنای رابط {\displaystyle \varepsilon } گرفته می شود. این گسترش ها هم در ناحیه سطحی (گسترش داخلی) و هم به صورت حجمی (گسترش بیرونی) انجام می شوند و پس از آن به ترتیب بصورت تقریبی همسان می شوند. در نتیجه یک معادله دیفرانسیل جزئی برای میدان انتشار و یک سری شرایط مرزی در رابط ارائه می شود که باید با مدل حد محدود رابط مطابقت داشته باشد، و با مقایسه آنها، مقادیر پارامترهای مدل میدان فاز فراهم می شوند.
از آنجا که چنین گسترش هایی در مدل های مرحله فاز اولیه انجام می شود که فقط در مرتبه پایین تر {\displaystyle \varepsilon } انجام می شود، مدلهای اخیر به منظور لغو اثرات اشتباه نامطلوب یا گنجاندن فیزیک جدید در مدل ، از تقریب های نظم مرتبه بالاتر (محدوده رابط نازک) استفاده می کنند. به عنوان مثال، این روش مجاز به لغو اثرات جنبشی ،  برای حل مواردی با نفوذ نابرابر در فازها ،  برای مدل سازی بی ثباتی Saffman – Taylor  و جریانهای دو فاز Navier-Stokes ،  شامل نوسانات در مدل  و غیره است.

## مدل های چند فاز

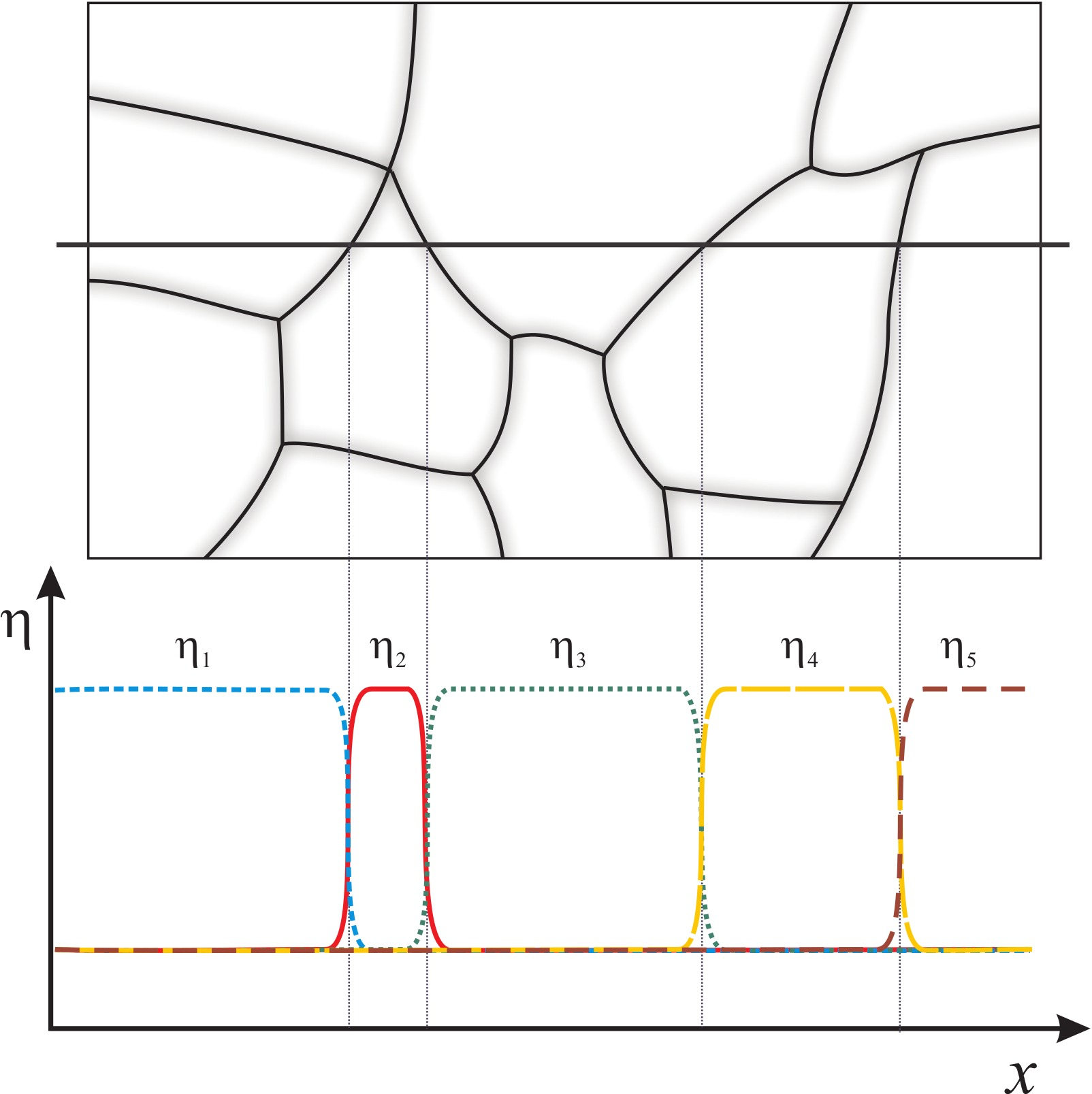
پارامترهای چند منظوره، ریزساختار مواد چند بلوری را توصیف می کنند.

در مدلهای میدان چند فاز، ریزساختار با مجموعه پارامترهای ترتیب توصیف می شود، که هر یک از آنها مربوط به یک فاز خاص یا جهت گیری کریستالوگرافی است. این مدل بیشتر برای تبدیل فاز حالت جامد که در آن دانه های متعدد تکامل می یابد (به عنوان مثال رشد دانه ، تبلور مجدد یا تبدیل درجه یک مانند آستنیت به فریت در آلیاژهای آهنی) مورد استفاده قرار می گیرد. مدلهای میدان چند فاز علاوه بر امکان توصیف چندین دانه در یک ریزساختار، امکان بررسی چندین مرحله ترمودینامیکی را فراهم می کند، به عنوان مثال در رتبه آلیاژهای فنی. 

## مدلهای فاز در نمودارها
بسیاری از نتایج برای مدلهای فاز پیوسته دارای شباهت هایی با نمودارهای گسسته هستند، فقط محاسبات را با دیفرانسیل در نمودارها جایگزین می کنند.

## نرم‌افزار
- PACE3D - الگوریتم های موازی تکامل کریستال به صورت سه بعدی یک روش شبیه سازی میدان فازی موازی است که شامل چند فاز تبدیل چند جز ، ساختار دانه در مقیاس بزرگ و اتصال با جریان سیال، فعل و انفعالات الاستیک، پلاستیک و مغناطیسی است. این نرم‌افزار در دانشگاه علوم کاربردی کارلسروهه و موسسه فناوری کارلسروهه توسعه یافته است.
- پروژه شبیه سازی ریزساختار Mesoscale (MMSP) مجموعه ای از کلاس های C ++ برای شبیه سازی ریزساختار مبتنی بر شبکه است.
- نرم‌افزار شبیه سازی تکامل MICRostructure (MICRESS) یک بسته شبیه سازی چند فاز، چند میدان، همراه با پایگاه های داده ترمودینامیکی و جنبشی است. توسط ACCESS e توسعه و نگهداری می شود . V
- MOOSE  چارچوب عناصر محدود متنوعی با منبع باز گسترده C ++ با پشتیبانی از شبیه سازی های میدان فاز توسعه یافته در آزمایشگاه ملی آیداهو است.
- PhasePot ابزار شبیه سازی ریزساختار مبتنی بر ویندوز است که ترکیبی از مدلهای فاز-میدان و مونت کارلو پاتس استفاده می کند.
- OpenPhase بایگانی‌شده  در ۴ فوریه ۲۰۲۰ توسط Wayback Machine یک نرم‌افزار منبع باز برای شبیه سازی تشکیل ریزساختار در سیستم هایی است که تحت تغییر شکل فاز مرتبه اول قرار دارند و بر اساس مدل میدان چند فاز ساخته شده است.
- mef90 / vDef یک شبیه ساز شکستگی فاز میدان متنوع با تئوری توسعه یافته در است. [۳] [۴] [۵]

## بیشتر بخوانید
- Chen, Long-Qing (2002). "Phase-Field models For microstructure evolution". Annual Review of Materials Research. 32: 113–140. doi:10.1146/annurev.matsci.32.112001.132041.
- Moelans, Nele; Blanpain, Bart; Wollants, Patrick (2008). "An introduction to phase-field modeling of microstructure evolution". Calphad. 32 (2): 268. doi:10.1016/j.calphad.2007.11.003.
- Steinbach, Ingo (2009). "Phase-field models in materials science". Modelling and Simulation in Materials Science and Engineering. 17 (7): 073001. Bibcode:2009MSMSE..17g3001S. doi:10.1088/0965-0393/17/7/073001.
- Fries, Suzana G.; Boettger, Bernd; Eiken, Janin; Steinbach, Ingo (2009). "Upgrading CALPHAD to microstructure simulation: The phase-field method". International Journal of Materials Research. 100 (2): 128. doi:10.3139/146.110013.
- Qin, R. S.; Bhadeshia, H. K. (2010). "Phase field method" (PDF). Materials Science and Technology. 26 (7): 803. doi:10.1179/174328409X453190.
- Donaldson, A.A.; Kirpalani, D.M.; MacChi, A. (2011). "Diffuse interface tracking of immiscible fluids: Improving phase continuity through free energy density selection". International Journal of Multiphase Flow. 37 (7): 777. doi:10.1016/j.ijmultiphaseflow.2011.02.002.
- Gonzalez-Cinca, R.; Folch, R.; Benitez, R.; Ramirez-Piscina, L.; Casademunt, J.; Hernandez-Machado, A. (2003). "Phase-field models in interfacial pattern formation out of equilibrium". In Advances in Condensed Matter and Statistical Mechanics, Ed. By E. Korutcheva and R. Cuerno, Nova Science Publishers (New York, ), Pp. 2004: 203–236. arXiv:cond-mat/0305058. Bibcode:2003cond.mat..5058G. مروری بر مدلهای فاز میدانی.
- پرواتاس ، نیکولاس ؛ Elder، Ken (2010). روشهای فاز میدانی در علوم و مهندسی مواد. وینهایم ، آلمان: Wiley-VCH Verlag GmbH & Co. KGaA. doi:10.1002/9783527631520 .شابک ‎۹۷۸۳۵۲۷۶۳۱۵۲۰شابک 9783527631520
- اشتاینباخ ، من: "مفهوم میدان کوانتومی فاز ماده: جاذبه ظهور در جهان پویا" ، Zeitschrift für Naturforschung A 72 1 (2017) doi:10.1515/zna-2016-0270
- اشمیتز ، جی جی: "رویکرد ترکیبی آنتروپی / میدان فاز به جاذبه" ، آنتروپی 2017 ، 19 (4) 151 ؛ doi:10.3390/e19040151